# روبين جورونج
روبين جورونج (24 أكتوبر 1992 بسيكيم في الهند - ) هو لاعب كرة قدم هندي في مركزي الظهير والدفاع. لعب مع ONGC FC ‏ ونورث إيست يونايتد وShillong Lajong FC ‏.

## وصلات خارجية
- روبين جورونج على موقع قاعدة بيانات كرة القدم.إي يو (الإنجليزية)
- روبين جورونج على موقع Soccerway.com (الإنجليزية)